# Leonard Chrzanowski
Leonard Chrzanowski (ur. 6 listopada 1890 w Złoczowie, zm. 25 listopada 1991 w Krakowie) – prawnik, prezydent i honorowy obywatel Przemyśla.

## Biografia
W 1908 zdał egzamin dojrzałości w C. K. Gimnazjum w Brzeżanach. W 1914 ukończył studia na Wydziale Prawa Uniwersytetu Lwowskiego. W czasie I wojny światowej walczył w 55 pułku piechoty. Po wojnie pełnił urząd starosty powiatu rawskiego w Rawie Ruskiej (1928-1930) i powiatu łańcuckiego w Łańcucie (od początku 1930 do lipca 1933). Pod koniec czerwca 1929 odniósł obrażenia w wypadku samochodowym pod Rawą Ruską (rany odnieśli także podróżujący z nim oficerowie: mjr Alfons Michnowicz i mjr Milerowicz). W 1934 przyjął urząd komisarycznego prezydenta Przemyśla. Po roku wybrany w demokratycznych wyborach przez radę miejską, pełnił funkcję prezydenta do 1939. W 1936 stanął na czele komitetu budowy pomnika Orląt Przemyskich. W maju 1936 został członkiem zarządu Okręgowego Towarzystwa Przyjaciół Związku Strzeleckiego w Przemyślu.

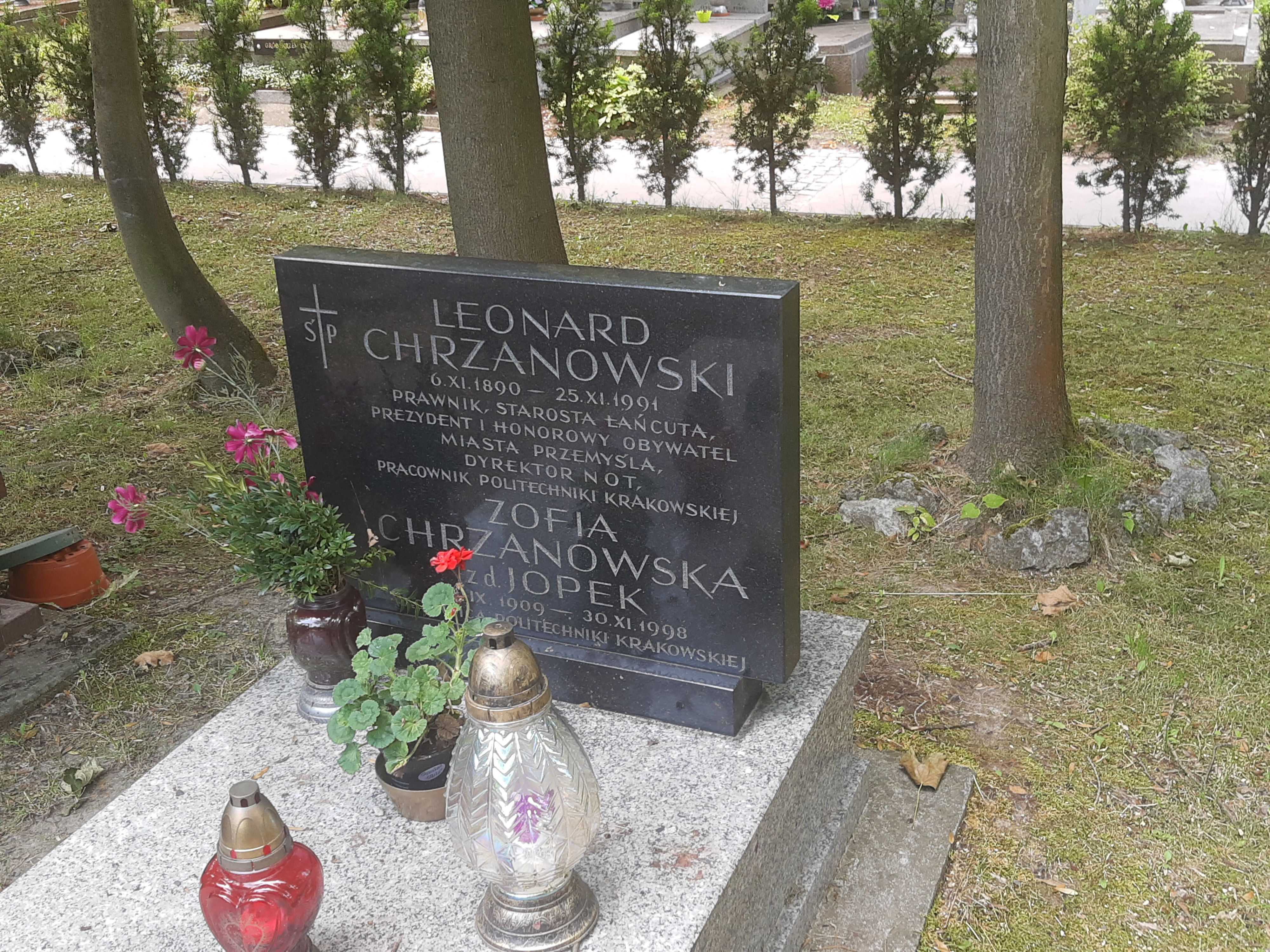
Grób Leonarda Chrzanowskiego

We wrześniu 1939 przekroczył z wojskiem granicę węgierską, by w 1940 powrócić do Polski. W 1945 osiedlił się na stałe w Krakowie. Do 1965 roku był dyrektorem Naczelnej Organizacji Technicznej, a następnie do 1975 radcą prawnym w Instytucie Aparatury Przemysłowej Politechniki Krakowskiej.
6 listopada 1990 w dniu swoich 100 setnych urodzin, uchwałą Rady Miejskiej został Honorowym Obywatelem Miasta Przemyśla.
Pochowany został na cmentarzu Rakowickim w Krakowie (kwatera LXIXPASC, rząd I, miejsce 17).